# Coeliastes lamii
Coeliastes lamii är en skalbaggsart som först beskrevs av Fabricius 1792.  Coeliastes lamii ingår i släktet Coeliastes, och familjen vivlar. Artens status i Sverige är: .

## Bildgalleri

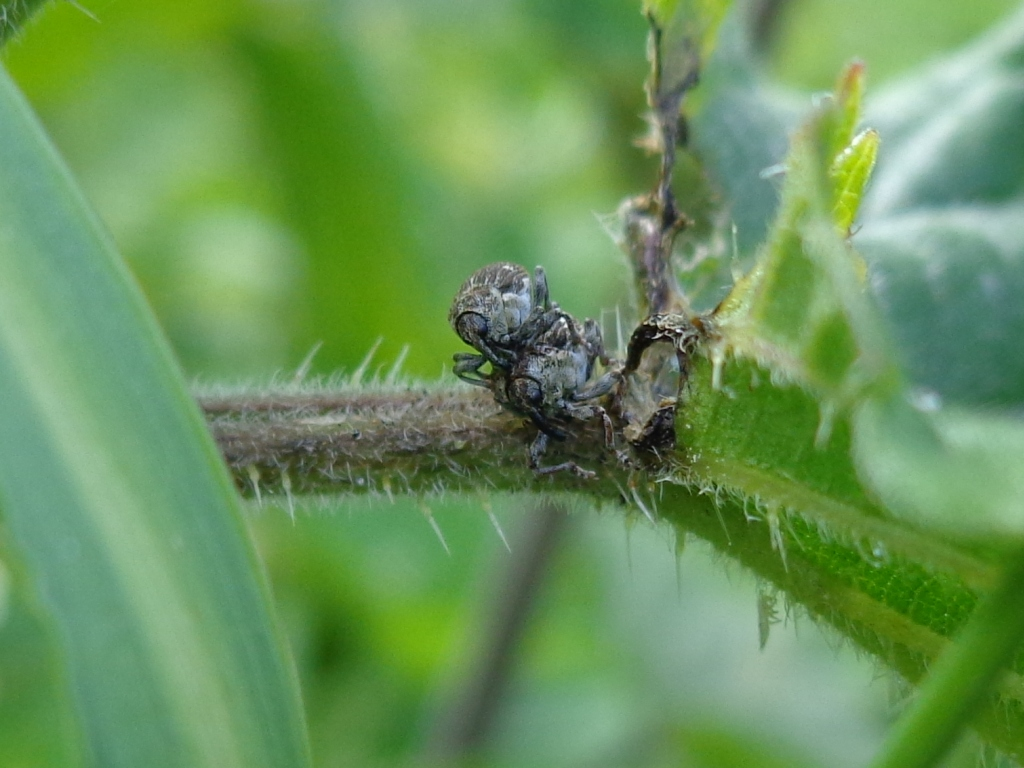